# 稚內機場
稚內機場（日语：／ Wakkanai kūkō */?）一個位於日本北海道稚內市的民用機場，坐落於稚內市區東方約12公里處。根據日本空港整備法被分成第二種機場，為日本最北端仍有定期航班起降的機場。

## 历史
- 1960年 - 開始运营，設有1,200米的跑道。开通至札幌丘珠機場的不定期航班。
- 1974年 - 开通至札幌丘珠機場、利尻機場的定期航班。
- 1978年 - 开通至禮文機場的定期航班。
- 1980年 - 开通至札幌新千歲機場的定期航班。
- 1987年 - 跑道長度增至1,800米。开通至東京羽田機場的不定期航班。
- 1988年 - 跑道長度增至2,000米、增設ILS裝置。
- 1995年 - 开通至大阪關西國際機場的不定期航班。
- 1997年 - 开通至東京羽田機場的定期航班。
- 2003年 - 飛往利尻機場、禮文機場的航班停止运营。
- 2004年 - 开通至名古屋中部國際機場的不定期航班。
- 2009年 - 跑道长度增至2200米。

## 航空公司與航點
| 航空公司                                  | 目的地      |
| ----------------------------------------- | ----------- |
| 全日本航空（NH）                          | 東京/羽田   |
| 全日本航空（NH） （由全日空之翼航空运营） | 札幌/新千歲 |

## 外部連結
- 稚内機場 （页面存档备份，存于）（日語）